# Cantonul Ennezat
Cantonul Ennezat este un canton din arondismentul Riom, departamentul Puy-de-Dôme, regiunea Auvergne, Franța.

## Comune
- Chappes
- Chavaroux
- Clerlande
- Ennezat (reședință)
- Entraigues
- Martres-sur-Morge
- Saint-Beauzire
- Saint-Ignat
- Saint-Laure
- Surat
- Varennes-sur-Morge